# Love International Film Festival Mons
 (décembre 2020).
Si vous disposez d'ouvrages ou d'articles de référence ou si vous connaissez des sites web de qualité traitant du thème abordé ici, merci de compléter l'article en donnant les références utiles à sa vérifiabilité et en les liant à la section « Notes et références ».
 (novembre 2020).
 (septembre 2022).
La mise en forme du texte ne suit pas les recommandations de Wikipédia : il faut le « wikifier ».
Les points d'amélioration suivants sont les cas les plus fréquents. Le détail des points à revoir est peut-être précisé sur la page de discussion.
- Les titres sont pré-formatés par le logiciel. Ils ne sont ni en capitales, ni en gras.
- Le texte ne doit pas être écrit en capitales (les noms de famille non plus), ni en gras, ni en italique, ni en « petit »…
- Le gras n'est utilisé que pour surligner le titre de l'article dans l'introduction, une seule fois.
- L'italique est rarement utilisé : mots en langue étrangère, titres d'œuvres, noms de bateaux, etc.
- Les citations ne sont pas en italique mais en corps de texte normal. Elles sont entourées par des guillemets français : « et ».
- Les listes à puces sont à éviter, des paragraphes rédigés étant largement préférés. Les tableaux sont à réserver à la présentation de données structurées (résultats, etc.).
- Les appels de note de bas de page (petits chiffres en exposant, introduits par l'outil «  Source ») sont à placer entre la fin de phrase et le point final[comme ça].
- Les liens internes (vers d'autres articles de Wikipédia) sont à choisir avec parcimonie. Créez des liens vers des articles approfondissant le sujet. Les termes génériques sans rapport avec le sujet sont à éviter, ainsi que les répétitions de liens vers un même terme.
- Les liens externes sont à placer uniquement dans une section « Liens externes », à la fin de l'article. Ces liens sont à choisir avec parcimonie suivant les règles définies. Si un lien sert de source à l'article, son insertion dans le texte est à faire par les notes de bas de page.
- La présentation des références doit suivre les conventions bibliographiques. Il est recommandé d'utiliser les modèles {{Ouvrage}}, {{Chapitre}}, {{Article}}, {{Lien web}} et/ou {{Bibliographie}}. Le mode d'édition visuel peut mettre en forme automatiquement les références.
- Insérer une infobox (cadre d'informations à droite) n'est pas obligatoire pour parachever la mise en page.

Pour une aide détaillée, merci de consulter Aide:Wikification.
Si vous pensez que ces points ont été résolus, vous pouvez retirer ce bandeau et améliorer la mise en forme d'un autre article.
Le Love International Film Festival (ou LIFF) de Mons (Belgique), anciennement Festival International du Film d'Amour (FIFA), a été créé en 1984 par Elio Di Rupo, alors conseiller communal de Mons. Le festival présente une programmation internationale avec comme fil conducteur le thème de l'Amour au sens large. Il a d'abord eu lieu chaque année en février au moment de la Saint-Valentin, ensuite chaque année au mois de mars,.

## Historique

### La programmation
La sélection est ouverte aux films réalisés par des cinéastes du monde entier. Elle compte jusqu'à une centaine de films,,,, souvent des inédits,. La programmation aborde le thème de l'« Amour ».
La programmation est découpée en plusieurs sections spécifiques : « Compétition Internationale », « Compétition Parallèle », « Compétition des Courts Métrages Belges », « Cinéma Belge » et « Les Premières ». Par ailleurs, après avoir consacré des "Focus" sur les cinématographies de pays en particulier (l'Espagne en 2005, la Turquie en 2007, la Roumanie en 2010, etc.), le festival s'est tourné plus ouvertement vers l'histoire du cinéma et l'envers du décor à travers des conférences thématiques, masterclass, rencontres avec des professionnels, rétrospectives au tour d'axes précis, présentation de films en copies restaurées et avec des hommages à des personnalités du 7e Art en leur présence.
En 2018, le festival n'a pas lieu, en raison notamment de soupçons de harcèlement, et, en 2019, il change de nom : « Festival international du Film d'Amour » devient « Festival international du Film de Mons ». Le thème de l'amour reste le fil conducteur de la majorité des sections de sa programmation. Les organisateurs annoncent que le thème « sera exploré sous des angles nouveaux lors de chaque édition et toujours au sens large, plus loin qu'autour de la simple idée de romantisme »,.
En 2023, le festival est renommé Love International Film Festival,.

### La sélection
Le Festival s'inscrit dans le prolongement de Mons, Capitale Européenne de la Culture 2015 de par des collaborations régulières avec d'autres opérateurs culturels de la ville de Mons.
Il organise des séances spéciales à l'attention du secteur associatif où sont projetés des films spécifiques de sensibilisation autour de sujets particuliers, par exemple le handicap, la discrimination...
Une large partie du programme est consacrée au public scolaire (de la maternelle à la fin du secondaire) et à leurs enseignants dans une optique d'éducation à l'image. Le festival offre également la possibilité à des groupes de jeunes issus de plusieurs écoles de vivre le festival toute une semaine en immersion, de participer à des ateliers de réalisations, de rencontrer et de débattre avec des professionnels, etc.

## Les Lieux du festival
Après des débuts modestes au cinéma Le Clichy, aujourd'hui disparu et dans lequel ce sont déroulées les six premières éditions, le Festival se déroule actuellement dans cinq lieux distincts de Mons, :
le Complexe Imagix Mons, avec deux salles réservées à la programmation du Festival
le Cinéma Plaza Arthouse Cinema, le cinéma du centre-ville de Mons 
le Théâtre Royal de Mons pour les Cérémonies d'Ouverture et de Clôture.
le Congres Hotel Mons Van der Valk, qui accueille les invités du Festival.
le Palais des Congrès (WCCM) où se déroulent soirées et réceptions.

## Les Prix
Le Jury Officiel attribue plusieurs prix parmi les films (longs-métrages) de la compétition officielle. Ce Jury est composé de professionnels du cinéma (réalisateurs, acteurs, producteurs, comédiens, directeurs de festivals) : 
Grand Prix du Festival
Prix de la Mise en scène
Prix d'Interprétation
Prix du Scénario
Prix de la Compétition Parallèle
Autres prix attribués
Prix du Jury Cineuropa
Prix du Public de la Ville de Mons
Prix du meilleur court métrage belge
Prix de la presse pour le meilleur court métrage belge

## Les Jurys

### Le jury international des longs métrages
- 2024 (39e édition)[18]

Frédéric Fonteyne (Président du Jury), Cédric Ido, Anne-Pascale Clairembourg, Jalal Altawil, Sophie Galibert.
- 2023 (38e édition)[20]

Laura Wandel (Présidente du Jury), Yoann Blanc, Anna Falguères, Robinson Stévenin, Léo Karmann, Joséphine Draï.
- 2022 (37e édition)

Michael Radford(Président du Jury), Lucie Debay, Matthieu Gonet, Aurélien Recoing, Brontis Jodorowsky, Sophie Duez
- 2021 (36e édition)[23]

Georges Corraface (Président du Jury), Salomé Richard, Karin Albou, Sabrina Seyvecou, David Strajmayster, Mahmoud Ben Mahmoud,Denis Dercourt.
- 2020 (35e édition)[24]

Richard Anconina (Président du Jury), Finnegan Oldfield, Anne Girouard, India Hair, Philippe Van Leeuw, Jacky Ido, Elena Tatti.
- 2019 (34e édition)

Sam Karmann (Président du Jury), Nadir Moknèche, Jean-Luc Couchard, Khadija Alami, Gabe Klinger, Jérôme Lemonnier, Sarah Hirtt, Irmena Chichikova.
- 2017 (33e édition)

Radu Mihaileanu (Président du Jury), Jay Jonroy Alani, Valentina Carnelutti, Marianne Denicourt, Géraldine Doignon, Luisa Gavasa, Hala Khalil, Armand Lafond, José Ovejero, Odile Vuillemin.
- 2016 (32e édition)

Philippe Harel (Président du jury), Teco Celio, Ada Condeescu, Tania de Montaigne, Joy Esther, Cristián Jiménez, Pascal Judelewicz, Daniele Luchetti, Natacha Régnier, Vanessa Scalera
- 2015 (31e édition)

Sebastian Lelio (Président du jury), Anca Damian, Xavier Bermudez, Marie Kremer, Ismael Ferroukhi, Laurent Ournac,Cécile Telemarn, Bernard Yerlès, Claudia Tagbo, Erika Blanc, Julie Jézéquel, Christine Citti
- 2014 (30e édition)

Bruno Nuytten (Président du jury), Patrick Braoudé, Ernestina Chinova, Dan Chisu, Marc Lagrange, Moussa Touré, Corinne Touzet
- 2013 (29e édition)

Pascal Thomas (Président du jury), Sylvestre Amoussou, Philippe Caroit, Jimmy Jean-Louis, Hichem Rostom, Yann Samuell, Elham Shaheen, Mihaela Sirbu, Fabio Testi.
- 2012 (28e édition)

Mahamat Saleh Haroun (Président du jury), Jean-François Amiguet, Abbas Bakhtiari, André Forcier, Catherine Jacob, Sabine Haudepin, Lucia Mascino, Édouard Montoute, Marina Tomé, Ana Ularu, Youssra
- 2011 (27e édition)

Joaquim de Almeida (Président du jury), Abdelkrim Bahloul, Jocelyne Béroard, Andrei Gruzsniczki, Philippine Leroy-Beaulieu, Yousry Nasrallah,Mansour Sora Wade, Barbara Tabita,Roger Van Hool.
- 2010 (26e édition)

Thomas Gilou (Président du jury), Khaled Abol Naga, Mélanie Bernier, Renato Berta, Sandra Ceccarelli, Maria Dinulescu, Noémie Elbaz, Chantal Lauby, Sara Martins, Sandeep Marwah, Rashid Masharawi, Idrissa Ouedraogo.
- 2009 (25e édition)

Niels Arestrup (Président du jury), Alexandra Vandernoot, Anamaria Marinca, Bernard Werber, Denis Chouinard, Venantino Venantini, Férid Boughedir, Mahamat Saleh Haroun, Greg Germain, Raman Chawla.

### Le Belgian Jury
- 2023 (38e édition)

Fabrizio Rongione (Président du Jury), Nganji Mutiri, Nadine Monfils, Nicole Palo.
- 2022 (37e édition)[25]

Jean-Benoît Ugeux (Président du Jury), Mya Bollaers , Fanny Gillard , Babetida Sadjo, François Troukens
- 2020 (35e édition)

Charlie Dupont (Président du Belgian Jury), Micha Wald,Stéphanie Crayencour, Kadija Leclere, Daan.

### Le jury Cineuropa[28]
- 2024 (39e édition)

Pilar Campos : chargée de programmes de diplomatie publique et culturelle, de la communication, de l’éducation et des droits de l’homme.
Deny Grillo : designer et artiste plasticienne
Alerio Caruso: directeur du site web www.cineuropa.org
- 2023 (38e édition)

Pilar Campos : chargée de programmes de diplomatie publique et culturelle, de la communication, de l’éducation et des droits de l’homme.
Deny Grillo : designer et artiste plasticienne
- 2022 (37e édition)

Emma Vigand : assistante de projet cineuropa et assistante artistique au Bozar Cinéma
Clémentine Delisse : coordinatrice et membre de l'équipe de programmation au Brussels Queer Film Festival
Frédéric Bernard : Finances et services chez Cineuropa et Gestion Journalière chez Fontana
- 2021 (36e édition)

Cécile Despringre : Présidente du Conseil d'Administration Cineuropa
Valerio Caruso : directeur général Cineuropa
- 2019 (34e édition)

Deny Grillo : designer et artiste plasticienne
Valerio Caruso : directeur général Cineuropa

### Le jury Compétition des courts belges
- 2024 (39e édition)

Harry Roselmack: journaliste français
Faustine Crespy : réalisatrice et scénariste 
Félix Chrétien: Direteur artistique du Festival de Cabourg
- 2023 (38e édition)

André Bonzel : réalisateur, Scénariste, Directeur de la Photographie, Monteur, Producteur.
Catherine Cosme : réalisatrice, Directrice Artistique, Scénographe 
Florian Vallée : réalisateur
- 2022 (37e édition)

Naël Marandin : réalisateur, Maxime Coton : réalisateur et Marie Le Floc'h : réalisatrice
- 2021 (36e édition)

Dominique Seutin : co-directrice du festival anima
Sarah Pialeprat : Journaliste/Directrice du BAFF
Adrien François : réalisateur/Directeur du FIFCL
- 2019 (34e édition)

Michel Duprez : compositeur, Adrian Silisteanu : directeur de la photographie et réalisateur et Florence Auffret : productrice

### Le jury de la presse UCC/UPCB
- 2024 (39e édition)

Francis De Laveleye : associé et administrateur des Éditions Jacques Brel, ainsi que de La Fondation Jacques Brel et membre de l’Union de la critique de cinéma.
Djia Mambu : journaliste et critique de cinéma, auteure et curatrice 
Malko Douglas Tolley: Sociologue politique
- 2023 (38e édition)

Liam Debruel : chroniqueur radio, blogueur
Yves Calbert : journaliste 
Pierre Raemdonck : journaliste freelance
- 2022 (37e édition)

Liam Debruel : chroniqueur radio, blogueur
David Courier : journaliste culture pour BX1
Aurélie Moerman : responsable cinéma pour l'agence de presse Belga
- 2021 (36e édition)

Malcko Douglas Tolley : Cinergie
Thomas Léodet : journal L’Avenir et rédacteur pour le site Écran et Toile
Julien Branle : Cinecure.be
- 2019 (34e édition)

Véronique Chartier : Écran et Toile
Richard Harris : The Bulletin
Freddy Sartor : Filmmagie

### Le Jury Citoyen
Depuis 2021, le festival s’associe avec les associations Article 27 et le GSARA, pour créer un jury citoyen constitué de dix adultes résidents de Mons et environs. Le jury remet son «prix du regard citoyen» à un film présenté en compétition internationale lors de la cérémonie de clôture. Les animateurs du GSARA préparent le groupe en amont au cours de séances d’initiation au langage filmique, dans le but de leur donner un vocabulaire commun et d’affûter leur regard critique, pour finalement leur permettre de débattre de chaque œuvre qui leur ont été présenté avant une délibération finale.

## Palmarès

### 2024
39e édition du Festival (du 8 au 16 mars 2024)

#### Compétition officielle[37]
- Grand Prix Du Festival : If only I could hibernate de Zoljargal Purevdash (Mongolie/France)[38]
- Prix Du Jury : Without air de Katalin Moldovai (Hongrie)
- Prix Du Scénario : A normal family de Jin-Ho Hur (Corée du Sud)
- Prix d’Interprétation : L'ensemble du casting de Salem de Jean-Bernard Marlin (France)
- Prix Du Public : Aristote et Dante découvrent les sercrets de l'univers d'Aitch Alberto (Etats-Unis)
- Prix Cineuropa : If only I could hibernate de Zoljargal Purevdash (Mongolie/France)
- Prix Du Regard Citoyen : Aristote et Dante découvrent les secrets de l'univers d'Aitch Alberto (Etats-Unis)
- Prix Du Meilleur Court Métrage Belge[39] : Un bon garçon de Paul Vincent de Lestrade (Mention à Se Dit d'un cerf qui quitte son bois de Salomé Crickx)
- Prix De La Presse Belge : Les Yeux d'Olga de Sarah Carlot Jaber (Mention à OIL OIL OIL de Manöel Dupont)

### 2023
38e édition du Festival (du 10 au 18 mars 2023)

#### Compétition officielle
- Grand Prix Du Festival : Until Tomorrow de Ali ASGARI
- Prix Du Jury : El Agua de Elena LÓPEZ RIERA
- Prix Du Scénario : Chien Blanc de Anaïs BARBEAU-LAVALETTE
- Prix d’Interprétation : Reinaldo Amien Gutiérrez pour son rôle dans Tengo Suenos Eléctricos de Valentina MAUREL
- Prix Du Public De La Ville De Mons : Le Paradis de Zeno GRATON
- Prix Cineuropa : Le cours de la vie de Frédéric SOJCHER
- Prix Du Regard Citoyen : Chien Blanc de Anaïs BARBEAU-LAVALETTE
- Prix de la Compétition Des 400 Coups / Prix du Belgian Jury : Fogaréu de Flávia NEVES
- Prix de la RTBF :Le cours de la vie de Frédéric SOJCHER
- Prix Du Jury Des Courts Métrages Belges : Les Silencieux de Basile VUILLEMIN
- Prix De La Presse Belge : Marée Haute de Noha CHOUKRALLAH

### 2022
37e édition du Festival (du 11 au 19 mars 2022)

#### Compétition officielle
- Grand Prix Du Festival : Neighbours[40] de Mano Khalil – Suisse
- Prix Du Jury : The exam de Shawkat Amin Korki - Allemagne / Irak / Kurdistan
- Prix Du Scénario : As Far as I can Walk de Stefan Arsenijević - Serbie / France / Luxembourg
- Prix d’Interprétation : Sophie Breyer pour son rôle dans La Ruche de Christophe Hermans - Belgique
- Prix Du Public De La Ville De Mons : Rose d'Aurélie Saada -France
- Prix Cineuropa : A Brixton tale de Darragh Carey et Bertrand Desrochers - Grande-Bretagne
- Prix Du Regard Citoyen : Neighbours de Mano Khalil - Suisse
- Prix de la Compétition Des 400 Coups / Prix du Belgian Jury : Nuestros días más felices de Sol Berruezo Pichon-Riviere - Argentine
- Mention spéciale : Oranges sanguines de Jean-Christophe Meurisse – France
- Prix de la RTBF : Vortex de Gaspar Noé - France
- Prix du Public Francophone/TV5 Monde : Rose de Aurélie Saada – France
- Prix Du Jury Des Courts Métrages Belges : Nuits sans sommeil de Jérémy van der Haegen - Belgique
- Prix De La Presse Belge : Ligie de Aline Magrez - Belgique

### FIFM 2021
36e édition du Festival (du 9 au 16 juillet 2021),,

#### Compétition officielle
- Grand Prix du Festival : I never cry de Piotr Domalewski - Pologne/Irlande
- Prix de la meilleure réalisation : Le Chasseur de baleine de Philipp Yuryev - Pologne/Russie/Belgique
- Prix du scénario : My wonderful Wanda de Bettina Oberli - Suisse
- Prix d’interprétation : Diane Rouxel pour La Terre des hommes de Naël Marandin - France
- Prix Jury Cineuropa :I never cry de Piotr Domalewski - Pologne/Irlande
- Prix RTBF : Gagarine de Fanny Liatard et Jérémy Trouilh - France
- Prix du regard citoyen : Gaza mon amour de Arab et Tarzan Nasser - Palestine
- Prix du public : La Terre des hommes de Naël Marandin - France
- Prix du Jury des courts métrages belges : Titan de Valéry Carnoy - Belgique
- Prix de la presse belge : Famille nucléaire de Faustine Crespy - Belgique
- Prix du regard citoyen pour un court métrage : On my way de Sonam Larcin - Belgique

### FIFM 2020
35e édition du Festival (du 6 mars au 13 mars 2020),,

#### Compétition officielle
- Le grand prix du Festival : Oray de Mehmet Akif Büyükatalay
- Prix de la mise en scène : Sole de Carlo Sironi
- Prix du scénario : Eva en août de Jonás Trueba
- Prix d’interprétation : Zejhem Demirov et Deniz Orta pour leurs rôles dans Oray de Mehmet Akif Büyükatalay
- Prix Jury Cineuropa : Oray de Mehmet Akif Büyükatalay
- Prix du Meilleur court métrage belge : Je serai parmi les amandiers de Marie Le Floc'h
- Prix de la presse pour le Meilleur court métrage belge : Détours de Christopher Yates
- Prix de la compétition parallèle : La Dernière Vie de Simon de Léo Karmann
- Prix du public de la ville de Mons : Felicità de Bruno Merle

### FIFM 2019
34e édition du Festival (du 15 février au 22 février 2019)

#### Compétition officielle
- Le Grand Prix du Festival : Un si beau couple de Sven Taddicken
- Prix de la mise en scène : Long Way Home de Jordana Spiro
- Prix du scénario : Jellyfish de James Gardner
- Prix d'interprétation : Maximilian Brückner, Luise Heyer, Jasna Fritzi Bauer et Florian Bartholoma pour Un si beau couple de Sven Taddicken
- Prix Jury Cineuropa : Jellyfish de James Gardner
- Prix BeTV : C'est ça l'amour de Claire Burger
- Prix de la critique : Accord parental de Benjamin Belloir
- Prix du meilleur court métrage : Vihta de François Bierry
- Prix du public de la Ville de Mons : Marche ou crève de Margaux Bonhomme

### FIFA 2017
33e édition du Festival (du 10 février au 17 février 2017)

#### Compétition officielle (longs-métrages)
- Grand Prix du Festival : Dokhtar de Reza Mirkarimi
- Coup de cœur du Jury : Marija de Michael Koch
- prix d'interprétation féminine : Margarita Breitkreiz pour son rôle dans Marija de Michael Koch
- prix d'interprétation masculine : Farhad Aslani pour son rôle dans Dokhtar de Reza Mirkarimi
- prix du scénario : Porto de Gabe Klinger

#### Autres prix
- prix du Jury Cinéfemme – Prix Cinéfemme : Dokhtar de Reza Mirkarimi
- prix du Jury des Jeunes Professionnels Européens – Prix Cineuropa : Afterlov de Stergios Paschos
- Grand Prix du Jury des Jeunes Européens – Prix Fedex : La puerta abierta de Marina Seresesky
- prix du Public – Prix de la Ville de Mons : Patients de Grand Corps Malade et Mehdi Idir
- Le prix du Public - Cinéma du Sud : Fleur d'Alep de Rida Behi
- prix du Meilleur Court Métrage belge - Prix Studio L’Équipe : A l'arraché d'Emmanuelle Nicot
- prix du Jury des Courts Métrages Internationaux : Le silence d'Ali Asgari et Farnoosh Samadi.
- prix CICAE : Dokhtar de Reza Mirkarimi
- prix BeTV : Porto de Gabe Klinger
- prix de la critique : Tout moka de Christine Grulois

### FIFA 2016
32e édition du Festival (du 19 février au 26 février 2016)

#### Compétition officielle (longs-métrages)
- Grand Prix du Festival : Virgin Mountain de Dagur Kari
- Coup de cœur du Jury : Bucharest Non Stop de Dan Chisu
- prix d'interprétation féminine : Moran Rosenblatt pour son rôle dans  Wedding Doll de Nitzan Gilady
- prix d'interprétation masculine : Gunnar Jonsson pour son rôle dans Virgin Mountain de Dagur Kari
- prix du scénario : Virgin Mountain de Dagur Kari

#### Autres prix
- Le prix du Jury Cinéfemme – Prix Cinéfemme : Dégradé de Tarzan et Arab Nasser
- Le prix du Jury des Jeunes Européens – Prix Cineuropa : Le Lendemain de Magnus Von Horn
- Grand Prix du Jury des Jeunes Européens – Prix Fedex : The Wednesday Child  de Lili Horvát
- Le prix du Public – Prix de la Ville de Mons : Les Innocentes d'Anne Fontaine
- Le prix du Meilleur Court Métrage belge - Prix Studio L’Équipe : Nelson de Juliette Klinke et Thomas Xhignesse
- Le prix du Jury des Courts Métrages Internationaux : On avait dit qu’on irait jusqu’en haut de Tizian Buchi
- Le prix BeTV : La Fille du patron de Olivier Loustau

### FIFA 2015
31e édition du Festival (du 20 février au 27 février 2015)

#### Compétition officielle (longs-métrages)
- Grand Prix du Festival : A Girl at my Door de July Jung
- Coup de cœur du Jury : Song of my Mother d'Erol Mintas
- prix d'interprétation féminine : Nina Hoss pour son rôle dans le film Phoenix de Christian Petzold
- prix d'interprétation masculine : Feyyaz Duman pour son rôle dans le film Song of my Mother d'Erol Mintas
- prix du scénario : La Voz en Off de Cristián Jiménez

#### Autres prix
- prix du Jury Cinéfemme – Prix Cinéfemme : La Voz en Off de Cristián Jiménez
- prix du Public – Prix de la Ville de Mons : I Nostri Ragazzi
- prix du Meilleur Court Métrage belge : Elena de Marie Le Floc'h et Gabriel Pirto Monteiro
- prix du Meilleur Court Métrage international : Bad Hunter de Sahim Omar Khelifa
- prix des Jeunes Européens : The Tribe de Myroslav Slaboshpytskiy
- prix Cineuropa : The Goob de Guy Myhill
- prix d'Inside Jury : Elena de Marie Le Floc'h et Gabriel Pirto Monteiro
- prix UCB/UPCB du meilleur court métrage belge : Chazam! de Jean-François Metz
- prix de la meilleure photographie : Les Pécheresses de Gerlando Infuso
- prix BEtv : Tous les chats sont Gris de Savina Dellicour
- prix Art Cinema : The Tribe de Myroslav Slaboshpytskiy
- prix Cicae : Everyone's going to die de Jones alias Max Barron et de Michael Woodward

### Palmarès du FIFA 2014
30e édition du Festival (du 14 février au 21 février 2014)

#### Compétition officielle (longs-métrages)
- Le Grand Prix du Festival : Wajma, une fiancée afghane de Barmak Akram
- Le Coup de cœur du Jury – Prix FedEx : L'Étrange Petit Chat de Ramon Zürcher
- Le prix d'interprétation féminine : Wajma Bahar pour son rôle dans Wajma, une fiancée afghane de Barmak Akram
- Le prix d'interprétation masculine : Fabien Heraud pour son rôle dans De toutes nos forces de Nils Tavernier
- Le prix du scénario : States of Grace de Destin Daniel Cretton

#### Autres prix
- Le prix du Jury Cinéfemme – Prix Cinéfemme : States of Grace de Destin Daniel Cretton
- Le prix du Public – Prix de la Ville de Mons : States of Grace de Destin Daniel Cretton
- Le prix Sabam du Meilleur Court Métrage belge : Partouze de Matthieu Donck
- Le prix du Meilleur Court Métrage international : Solo Rex de Fyzal Boulifa
- Le prix UCB/UPCB du meilleur Court Métrage belge : Figures de Miklos Keleti
- Le prix BeTV : De toutes nos forces de Nils Tavernier
- Le prix Cicae : Everyone's going to die de Jones alias Max Barron et de Michael Woodward

### FIFA 2013
29e édition du Festival (du 15 février au 22 février 2013)

#### Compétition officielle (longs-métrages)
- Grand Prix du Festival : Halima's Path d'Arsen Anton Ostojic (Croatie/Slovénie/Bosnie)
- Coup de cœur du Jury – Prix FedEx : Naked Harbour d'Aku Louhimies (Finlande)
- prix d'interprétation féminine : Alma Prica pour son rôle dans Halima's Path d'Arsen Anton Ostojic
- prix d'interprétation masculine : Valerio Mastandrea pour son rôle dans Gli Equilibristi d'Ivano De Matteo (Italie)
- prix du scénario : Le Professeur de Mahmoud Ben Mahmoud (Tunisie/Belgique)

#### Autres prix
- prix du Jury Cinéfemme – Prix Cinéfemme : Halima's Path d'Arsen Anton Ostojic (Croatie/Slovénie/Bosnie)
- prix RTBF du Meilleur Premier Film Européen : Faith, Love and Whiskey de Kristina Nikolova (Bulgarie)
- prix du Jury Fedeora : Chrysalis de Paula Ortiz (Espagne)
- prix du Public – Prix de la Ville de Mons : Une chanson pour ma mère de Joël Franka (Belgique/France)
- prix du Meilleur Court Métrage belge : Sac de nœuds d'Ève Duchemin (Belgique)
- prix du Meilleur Court Métrage international : The Curse  de Fyzal Boulifa (Maroc/Grande-Bretagne)
- prix UPCB (Union de la Presse Cinématographique Belge) : Sac de nœuds d'Ève Duchemin (Belgique)
- prix BeTV : Elefante blanco de Pablo Trapero (Argentine/Espagne)

### FIFA 2012
28e édition du Festival (du 24 février au 2 mars 2012)

#### Compétition officielle (longs-métrages)
- Grand Prix du Festival - Prix Belgacom TV : The Good Son de Zaïda Bergroth (Finlande)
- Coup de cœur du Jury – Prix FedEx : Bedouin de Igor Voloshin (Russie)
- prix d'interprétation féminine : Olga Simonova pour son rôle dans Bedouin de Igor Voloshin
- prix d'interprétation masculine : Samuli NIITTYMÄKI pour son rôle dans The Good Son de Zaïda Bergroth (Finlande)
- prix du scénario : La Fin du silence de Roland Edzard (Autriche, France)

#### Autres prix
- prix du Jury Cinéfemme – Prix Cinéfemme : Asma’a d'Amr Salama (Égypte)
- prix du Meilleur Premier Film Européen : Turn Me On! de Jannicke Systad Jacobsen (Norvège)
- prix du Jury Fedeora : Let My People Go! de Mikael Buch (France)
- prix du Public – Prix de la Ville de Mons : Man Without a Cell Phone de Sameh Zoabi (Belgique, Israël, France, Palestine)
- prix du Public pour le Meilleur Film Francophone – Prix Be TV : La Fin du silence de Roland Edzard (Autriche, France)
- prix du Meilleur Court Métrage belge : Fancy-Fair de Christophe Hermans (Belgique)
- prix du Meilleur Court Métrage international : Dimanches de Valéry Rosier (Belgique)

### FIFA 2011
27e édition du Festival (du 18 février au 25 février 2011)

#### Compétition officielle (longs-métrages)
- Grand Prix du Festival : The Christening de Marcin Wrona (Pologne)
- Coup de Cœur du Jury : Un tigre parmi les singes (Gorbaciof) de Stefano Incerti (Italie)
- Prix d'Interprétation Masculine : Toni Servillo pour le film Un tigre parmi les singes (Gorbaciof) de Stefano Incerti (Italie)
- Prix d'Interprétation Féminine : Claire Sloma pour le film The Myth of the American Sleepover de David Robert Mitchell (États-Unis)
- Prix du Scénario : The Christening de Marcin Wrona (Pologne)

#### Autres Prix
- Prix du Meilleur Premier Film Européen : Five Day Shelter de Ger Leonard (Irlande)
- Prix du Jury Fedeora : El idioma imposible de Rodrigo Rodero (Espagne)
- Prix CinéFemme : Just Between Us de Rajko Grlić (Croatie/Serbie/Slovénie)
- Prix du Public : Just Not Now de Valeri Pendrakovsky et Yuri Rogozin (Russie/Pologne)
- Prix du Public pour le Meilleur Film Francophone : La Permission de minuit de Delphine Gleize (France/Belgique)
- Prix du Meilleur Court-Métrage Belge : L'Heure bleue de Michaël Bier et Alice De Vestele
- Prix du Meilleur Court-Métrage International : Thermes de Banu Akseki (Belgique)

### FIFA 2010
26e édition du Festival (du 19 février au 26 février 2010)

#### Compétition officielle (longs-métrages)
- Grand Prix du Festival : The Other Bank de George Ovashvili (Géorgie/Kazakhstan)
- Coup de Cœur du Jury : My Only Sunshine de Reha Erdem (Turquie/Grèce/Belgique)
- Prix d'Interprétation masculine : Andi Vasluianu pour le film L’Autre Irène d’Andrei Gruzsniczki (Roumanie)
- Prix d'Interprétation féminine : Amanda Pilke et Marjut Maristo pour le film Forbidden Fruit de Dome Karukoski (Finlande)
- Prix du Scénario : Martin Suter pour le film La Disparition de Giulia de Christoph Schaub (Suisse)

#### Autres prix
- Prix du Meilleur Film Européen : Eastern Plays de Kamen Kalev (Bulgarie)
- Prix CinéFemme : The Other Bank de George Ovashvili (Géorgie/Kazakhstan)
- Prix du Public : Le Bel Âge de Laurent Perreau (France)
- Prix du Meilleur Court-Métrage Belge : Mémoire fossile d'Arnaud Demuynck et Anne-Laure Totaro
- Prix du Meilleur Court-Métrage International : La Balançoire de Christophe Hermans (Belgique)

### FIFA 2009
25e édition du Festival (du 13 février au 20 février 2009)

#### Compétition officielle (longs-métrages)
- Grand Prix du Festival : L'Anniversaire de Leila de Rashid Masharawi (Palestine / Tunisie / Pays-Bas)
- Coup de Cœur du Jury : Gardens Of the Night de Damian Harris (États-Unis)
- Prix d'Interprétation Masculine : Moshe Ivgy pour le film Dans la nuit d'Amos Kollek (Israël / Allemagne / France / Belgique / Canada)
- Prix d'Interprétation Féminine : Félicité Wouassi pour le film Aide-toi, le ciel t'aidera de François Dupeyron (France)
- Prix du Scénario : Adrian Sitaru pour le film Picnic (Roumanie / France)

#### Autres prix
- Prix du Meilleur Film Européen : Back Soon de Sólveig Anspach (Islande / France)
- Prix CinéFemme : Gardens Of the Night de Damian Harris (États-Unis)
- Prix du Public : La Première Étoile de Lucien Jean-Baptiste (France)
- Prix du Jury CICAE :L'Anniversaire de Leila de Rashid Masharawi (Palestine / Tunisie / Pays-Bas)
- Prix du Meilleur Court-Métrage Belge : Sans Lendemain de Valérie Liénardy et Antoine Duquesne
- Prix du Meilleur Court-Métrage International : Smafuglar de Rúnar Rúnarsson (Islande)

### FIFA 2008
24e édition du Festival (du 8 au 15 février 2008)

#### Compétition officielle (longs-métrages)
- Grand Prix du Festival : Once de John Carney (Irlande)
- Coup de Cœur du Jury : La Visite de la fanfare de Eran Kolirin (Israël / France)
- Prix d'Interprétation Masculine : Sasson Gabai pour le film La Viste de la Fanfare de Eran Kolirin (Israël / France)
- Prix d'Interprétation Féminine : Sabrina Ben Abdallah, Zhora Mouffok et Ariane Jacquot pour le film Dans La Vie de Philippe Faucon (France)
- Prix du Scénario : Mario Cabrera Lima, Romina Ganduglia et Claudio Del Punta pour le film Haïti Chérie de Claudio Del Punta (Haïti / Italie)

#### Autres Prix
- Prix du Meilleur Film Européen : This is England de Shane Meadows (Grande-Bretagne)
- Prix CinéFemme : La Viste de la Fanfare de Eran Kolirin (Israël / France)
- Prix du Public : When She Jumped de Sabrina Farji (Argentine)
- Prix du Meilleur Court-Métrage Belge : Irinka et Sandrinka de Sandrine Stoïanov